# William Ross (remer)
William Ross   (Acton, 29 de juliol de 1900 - valor desconegut i Toronto, 14 de juny de 1992) fou un remer canadenc que va competir durant les dècades de 1920 i 1930.
El 1928 va prendre part en els Jocs Olímpics d'Amsterdam, on disputà la prova del vuit amb timoner del programa de rem, en què guanyà la medalla de bronze. El 1930 va prendre part en els Jocs de la Commonwealth de Hamilton. El 1932 es retirà i passà a exercir d'entrenador durant una dècada.